# 查爾法松烏帕齊拉
查爾法松乌帕齐拉是孟加拉国波拉縣的一个乌帕齐拉，位於巴里薩爾专区的波拉縣。。

## 人口
據1991年孟加拉國人口普查，查爾法松共有戶數63,740戶，人口342038人。其中男性佔比51.49%，女性佔比48.51%；成年人口148,319人。該地7歲以上人口之平均識字率為25.5%，低於全國平均值（32.4%）。